# Marie-Christine Schrijen
Marie-Christine Schrijen, née à Etterbeek (Belgique) le 29 juin 1941 et morte à Nîmes le 17 octobre 2024, est une photographe de nationalité hollandaise puis française, installée à Poulx (France).
« Ses photographies argentiques en noir et blanc, tirées par ses soins, lui permettent d'obtenir des effets très personnels relevant du fantastique ».

## Biographie
Elle naît en 1941, en pleine guerre, à Etterbeek, commune de la région Bruxelles-Capitale en Belgique. Sa scolarité se déroule en France tour à tour à Toulon, Brignoles, Cannes et Montpellier.
Elle acquiert la nationalité française en 1955.
Elle fait d'abord des études de lettres à Rabat au Maroc et enseigne le français durant deux ans au lycée agricole de Témara (ex Cidera) à 20 km de Rabat. Elle commence ensuite des études de médecine à Montpellier en France et découvre la photographie argentique.
En 1970 elle fonde le laboratoire Vivaphot à Montpellier spécialisé dans la prise de vue studio, la publicité, le reportage et le tirage noir & blanc. En 2004, à la fermeture du laboratoire, elle se consacre exclusivement à la création artistique.
Elle est membre de l'AICL (Association Internationale de la Critique Littéraire)
Elle meurt à Nîmes le 17 octobre 2024 à l'âge de 83 ans.

## Expositions

### Expositions personnelles

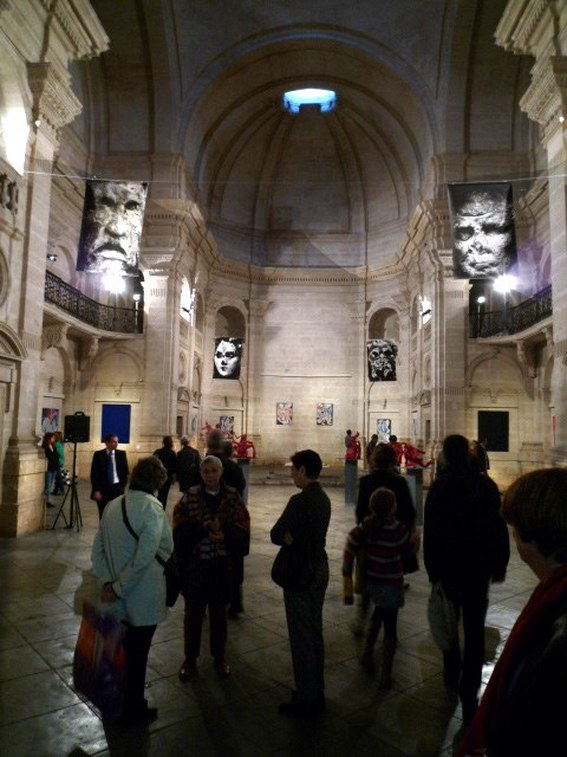
Exposition Regard'elles - octobre/novembre 2011 à la chapelle des Jésuites à Nîmes

Marie-Christine Schrijen est présente de façon permanente dans deux galeries, Europ'Art à Aigues Mortes et NegPos à Nîmes qui suivent son œuvre depuis les débuts. Elle est également présente sur la galerie web Digigraphie by Epson  qui propose des tirages grands formats de ses photographies grâce à une nouvelle technologie digitale.
Parmi ses expositions on note particulièrement celle de 2007 au Mur Foster, Carré d’art, à Nîmes . Elle prend comme titre L’œil en dérive, celui d’un poème inédit de Michel Butor, spécialement rédigé pour la circonstance, et publié sous forme de livre d’artiste à La Garonne.
Du 3 au 26 avril 2015 Pierres taillées Pierres polies, à l'Espace Louis Feuillade à Lunel. Avec Aline Jansen 
- 2012 Regard'Elles à la Chapelle des Jésuites à Nîmes[10]

- 2011 Têtes rongées à la MJC d'Onet-le-Château[11] dans le cadre des PHOTOfolies de Rodez
- 2010 Étranges paysages à la Médiathèque d'Uzès[12] et Paysages fantastiques à la galerie NegPos à Nîmes[13]
- 2008 Paysages décalés, avec Jacques-Victor André à la Galerie Europ’Art à Aigues-Mortes
- 2007 L’œil en dérive au Mur Foster, Carré d’art, à Nîmes[8]
- 1978 Moulin à huile, avec Pierre Schwartz, à Corconne
- 1975 Les gitans, Salle Saint-Ravy, à Montpellier
- 1969 La Prison, à Montpellier

### Expositions collectives
Elle aime confronter ses photographies avec les autres techniques de représentation artistique, peinture, sculpture, land art, poésie, littérature.
- Du 24 avril au 6 juin 2015 à la Médiathèque d'Uzès (autour de l'exposition Ymagier[14])
- 2014 Diableries chez Negpos Fotoloft à Nîmes
- 2012 Sagesses I au Parc thermal Le Fayet à Saint-Gervais-les-Bains
- 2011 Les Ponts au Palais des Papes d'Avignon[15],[16]
- 2011 Même soleil à Divonne-les-Bains
- 2007 au Musée du Livre et des Arts Graphiques à Montolieu
- 2005 Morceaux choisis (8e édition) à Sainte-Croix-Vallée-Française
- 1972 Point Zéro Office du Tourisme à La Grande-Motte

### Conférences / Colloques
- Croisements. La photographie dans le livre d'artiste:  Marie-Christine Schrijen le 4 février 2015 à la salle de conférence Carré d'art à Nîmes

- Fragments d’un discours photographique avec Christian Skimao in Roland Barthes entre le Maroc et l’Ailleurs[17], Éditions de l’AICL, 2012

## Œuvre

### Séries
2004-2016 série Paysages
« L’utilisation du film infrarouge lui permet d’enregistrer une gamme de gris différente de celle que l’œil enregistre habituellement, tandis que l’ajout d’un filtre rouge privilégie ces mêmes radiations. Elle obtient une vision décalée où apparaissent de façon tragique, magique ou fantasmatique, les éléments mêmes de la nature. »
2008-2016 série Têtes rongées
« Son œuvre revisite deux genres majeurs qui sont le portrait et les paysages. Les premiers; glanés lors de balades, sont traités en très gros plan et mettent en exergue des détails de visages sculptés travaillés par l'injure du temps. Et c'est sans doute la vocation de l'artiste que de mettre le doigt sur - et de révéler - ce que les autres ne voient pas. »

#### Ouvrage
Têtes (avec un poème de Christian Skimao Abstractions imaginatives) Éditions Venus d’Ailleurs, Gajan, 2014

#### Livres d'artistes
Édités au maximum à quelques dizaines d'exemplaires les livres d'artistes sont une façon de cultiver des relations riches avec de nombreux artistes en mélangeant les genres (photo, peinture, littérature, poésie) au fil des rencontres et des amitiés.
- Moires (texte de Daniel Leuwers) chez Daniel Leuwers, 2014
- Le tronc blessé (texte de Michel Butor) chez Daniel Leuwers, 2014
- Devenir arbres (texte de Daniel Leuwers) chez Daniel Leuwers, 2014
- Volubilis (texte de Nicole Barrière), conception Mireille Laborie, Atelier Chatmalou, 2013
- Un vent saxiphrage (texte de Michaël Glück), Éditions de Rivières, 2009
- Percée (poème d’Eugène Guillevic), Éditions de Rivières, 2008
- N’éteins pas (poème d’Eugène Guillevic), Éditions de Rivières, 2008
- Stèles (texte de Régine Detambel), Éditions de Rivières, 2008
- L’œil en dérive (texte de Michel Butor), Éditions La Garonne, 2007
- Un clair de lune (texte de Benoît Lecoq), Éditions La Garonne, 2007
- La Fuite en détail (texte de Christian Skimao), Éditions La Garonne, 2007
- La feuille oubliée (poème de Michel Butor), Éditions La Garonne, 2007
- Retour sur terre (texte de Michel Butor), Éditions de Rivières, 2007
- Jeux d’éternité (texte de Michel Butor), Éditions de Rivières, 2007
- Les gueules cassés (texte de Christian Skimao), chez Daniel Leuwers, 2007
- D’une minuscule écriture (texte de Gaston Puel), Éditions de Rivières, 2007
- Coup d’œil (texte de Bernard Teulon-Nouailles), Éditions de Rivières, 2007
- Parole d’arbre (poème d’Eugène Guillevic), Éditions de Rivières, 2006
- Vertes visions (texte de Christian Skimao), Éditions de Rivières, 2006
- L’approche (texte de Pierre-André Benoit), Éditions de Rivières, 2005
- Recommencé (texte de Pierre-André Benoit), Éditions de Rivières, 2005
- Légende (texte de René Pons), Éditions de Rivières, 2005
- La peau solaire (texte de Christian Skimao), Éditions de Rivières, 2005

#### Revues
- Les Eaux vives, bulletin numéro 1 de l'AICL, 2015
- L’Écrivain et le Prince revue sous la direction de Daniel Leuwers, Éditions de l’AICL, 2014[19]
- Le regardeur, bulletin numéro 4 de l'AAMAC, Nîmes, 2009
- Les Voix intérieures, numéro 3, Bonneville, 2007

Ouvrages collectifs
- Daniel Leuwers, Richesses du livre pauvre, Gallimard, 2008.
- Dix-huit Lustres, Hommages à Michel Butor. Sous la direction d’Amir Biglari et de Henri Desoubeaux. Paris, Classiques Garnier, 2016. 2 photographies.

#### Catalogues d'expositions
Ses expositions ont donné lieu à la réalisation de catalogues :
- Hôtel en vues (collectif), NegPos, 2009
- Hôtel en vues (collectif), NegPos, 2010
- Même soleil (collectif), Kaviiik et Service Culturel de la ville, Saint-Gervais, 2010
- Ponts (collectif), préface de Michel Serres, poèmes de Michel Butor et Kaviiik, postface de Christian Skimao, RMG, Avignon, 2011
- Dépliant de présentation PHOTOfolies 2011,Rodez, 2011
- Dépliant de présentation MJC Onet-le-Château, Culture & subversion ?, Onet-le-Château, 2011
- Regard'Elles texte de René Pons, (collectif), AAMAC et Ville de Nîmes, Nîmes, 2011
- Questions d’Art catalogue collectif sous la direction de Francesca Caruana, Université de Perpignan Via Domitia (UPVD), 2012

#### Tirage de tête
La quinte major comprend une photographie noir et blanc avec Skimao, Teulon-Nouailles et Butor à Nice, une œuvre sur papier de Michel Butor et une autre de Gérald Thupinier dans un carton à dessin tigré, Éditions CMS, 1985

#### Portfolio
Rencontres avec Sylvère avec des textes de Christian Skimao et Bernard Teulon-Nouailles, Éditions du Quart d’Heure, Montréal, 2003

#### Analyse de son travail
Christian Skimao, « Les paysages exploratoires » in Dix-huit Lustres, Hommages à Michel Butor. Sous la direction d’Amir Biglari et de Henri Desoubeaux. Paris, Classiques Garnier, 2016.

### Collections publiques
Des œuvres et ouvrages se trouvent dans les collections publiques suivantes :
- Archives de la Critique d'art (Rennes)
- Carré d’art Bibliothèque (Nîmes)
- Centre Joë Bousquet (Carcassonne)
- Médiathèque Emile Zola (Montpellier)
- Médiathèque d'Uzès (Uzès)
- Collection Ville de Lunel (Lunel)

### Vidéo
- Film vidéo sur l’exposition L’œil en dérive, 2007[20]

### Commandes
Comme artiste elle a participé à des livres d'artistes avec les écrivains suivants : Pierre-André Benoit, Michel Butor, Régine Detambel, Michaël Glück, Eugène Guillevic, René Pons, Gaston Puel, Bernard Teulon-Nouailles, etc. A titre professionnel elle a illustré divers catalogues d'artistes (Vincent Bioulès, Clarbous, Daniel Dezeuze, Lenthéric, Yves Reynier, Christian Skimao, etc.).